# Daena

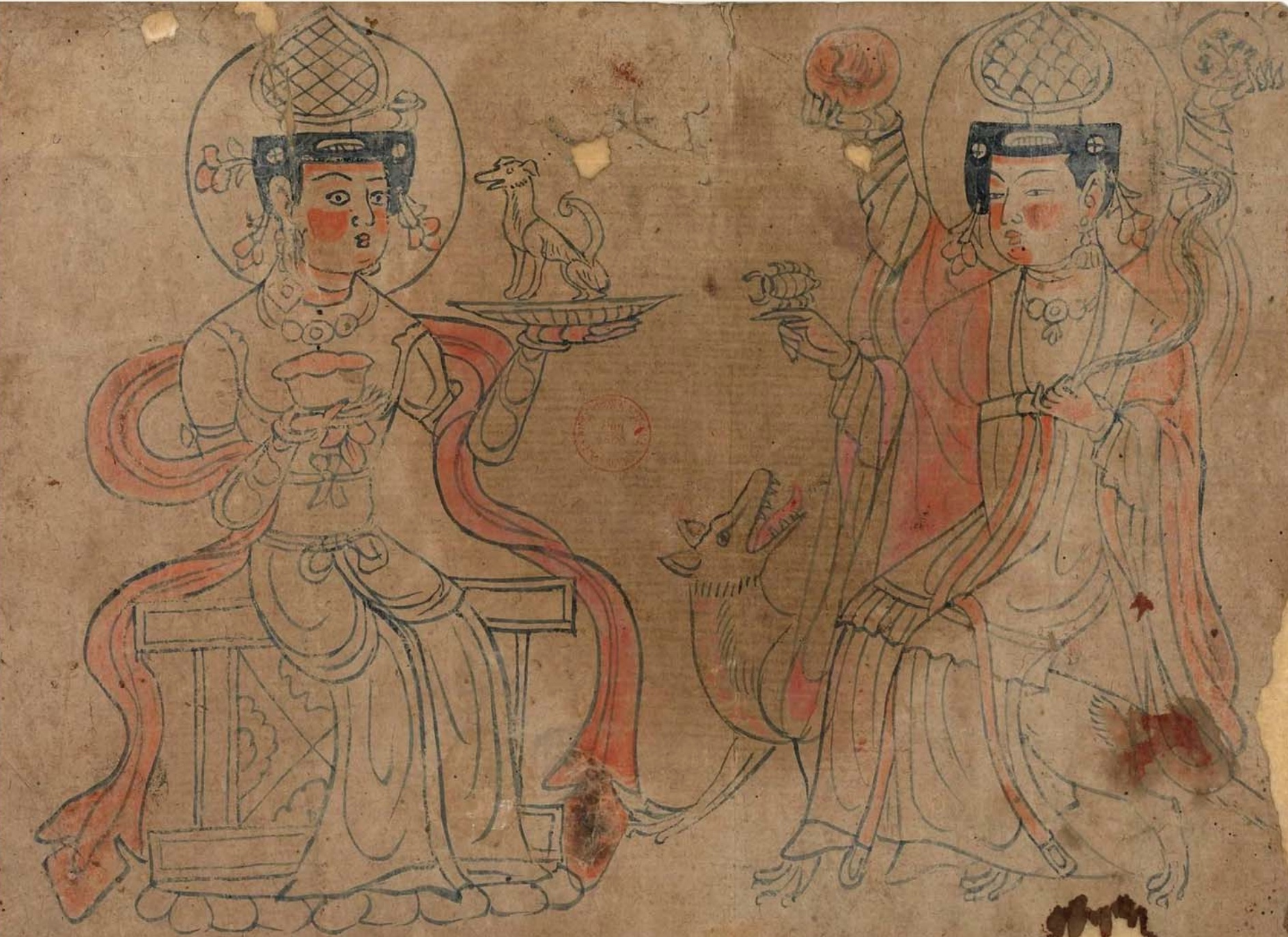
«Deidades sogdianas», line art del. La deidad de la izquierda es probablemente una representación de Daena.

Daena es un concepto zoroástrico que representa la intuición y la revelación y por tanto, la "consciencia" o "religión". Por otro lado, Daena es considerada una divinidad, una entre las deidades yazatas.

## Nomenclatura
Daena es un sustantivo femenino que se traduce como "lo que es visto u observado". Peter Clark sugiere que el término también podría estar vinculado a la raíz avéstica "deh" o "di-" para ganar comprensión.
El término avéstico (el trisilábico daēnā en avéstico ghata y el bisilábico dēnā en avéstico reciente) continúa en el persa medio como dēn, conservando su significado avéstico.
Daena, en el lenguaje del Avesta (lengua hermana del sánscrito védico) significa "El camino de la luz", donde "dae", pronunciado "day", sería "luz", un término que es celebrado como uno de los 30 días del mes, por lo general reservado como un atributo de la divinidad y "na", pronunciado "naa", sería "el camino de". Los dos sílabas ("day" y "naa") han sido utilizados como nombres en idiomas que provienen de las lenguas indoeuropeas como Dayna, Dana, Diana, Nada o Nadir.

## En textos
El concepto de Daena es mencionado en los Gathas, una serie de diecisiete himnos supuestamente escritos por Zoroastro. Daena aparece tanto en el Gatha Ahunavaiti como en el Gatha Ushtavaiti, donde está escrito que Daena está, de alguna forma, asociada a la recompensa que los fieles recibirán en el Más Allá. Sin embargo, las referencias a Daena en los Gathas son breves, dejando mucho espacio a la ambigüedad.
Escritos posteriores avésticos, como el Vendidad, describen también el concepto de Daena. Allí, Daena es mostrada como una especie de psicopompo que guía a las almas buenas y puras a la Casa de los Cantares, el paraíso zoroástrico, mientras que los almas malas son arrastradas a la Casa de las Mentiras, un lugar de castigo. Daena es descrita como una hermosa doncella vestida finamente y acompañado por dos perros.

"Entonces llega la bien formada, fuerte, hermosa doncella, con dos perros a ambos lados, vistiendo una prenda ajustada y diadema, feliz y sabia. Hace que las almas de los justos suban al alto Hara y les dirige para cruzar el Puente Cinvat en presencia de los yazatas espirituales."
 Videvdad 13.9

El sacerdote y erudito zoroastriano Maneckji Dhalla escribe en su Teología zoroástrica que en el amanecer del cuarto día después de la muerte aparece entonces al alma su propia daena o consciencia religiosa en forma de doncella de hermosura sin igual, la más bella del mundo.
Daena (din en persa moderno) es la ley eterna, cuyo fin fue revelado a la humanidad mediante los Mathra-Spenta ("Palabras Sagradas"). Daena se ha utilizado para referirse a la religión, la fe, la ley o incluso, como una traducción del término Dharma para los hindúes y budistas, a menudo interpretado como "deber", orden social, conducta adecuada o virtud. La metáfora del "camino" de Daena es representado en el zoroastrismo por Sudra, el "Buen o Santo Camino" y la faja Kusti de 72 hilos (que representan los 72 capítulos del Yasna), "el que encuentra el Camino".